# Calozenillia jilinensis
Calozenillia jilinensis är en tvåvingeart som beskrevs av Sun 1993. Calozenillia jilinensis ingår i släktet Calozenillia och familjen parasitflugor.
Artens utbredningsområde är Jilin (Kina). Inga underarter finns listade i Catalogue of Life.